# Pelecorhynchus distinctus
Pelecorhynchus distinctus är en tvåvingeart som beskrevs av Taylor 1918. Pelecorhynchus distinctus ingår i släktet Pelecorhynchus och familjen Pelecorhynchidae. Inga underarter finns listade i Catalogue of Life.